# モード・カトリ
モード・カトリ（Maud Catry、1990年9月4日 - ）は、ベルギーの元女子バレーボール選手。ポジションはミドルブロッカー。元ベルギー代表。

## 来歴
2007年、ユース世界選手権にてベストブロッカー賞を受賞した。2008年にベルギー代表に初選出される。2014年の世界選手権で三大大会初出場した。

## 球歴
- 世界選手権 - 2014年

## 受賞歴
- 2007年 ユース世界選手権　ベストブロッカー賞

## 所属クラブ
- GIKS Mode Waregem（2006-2008年）
- VDK Gent Dames（2008-2014年）
- Saint-Cloud Paris Stade français（2014-2017年）
- Volley Richa Michelbeke（2017-2018年）
- VDK Gent Dames（2018-2021年）